# Lisa Monaco

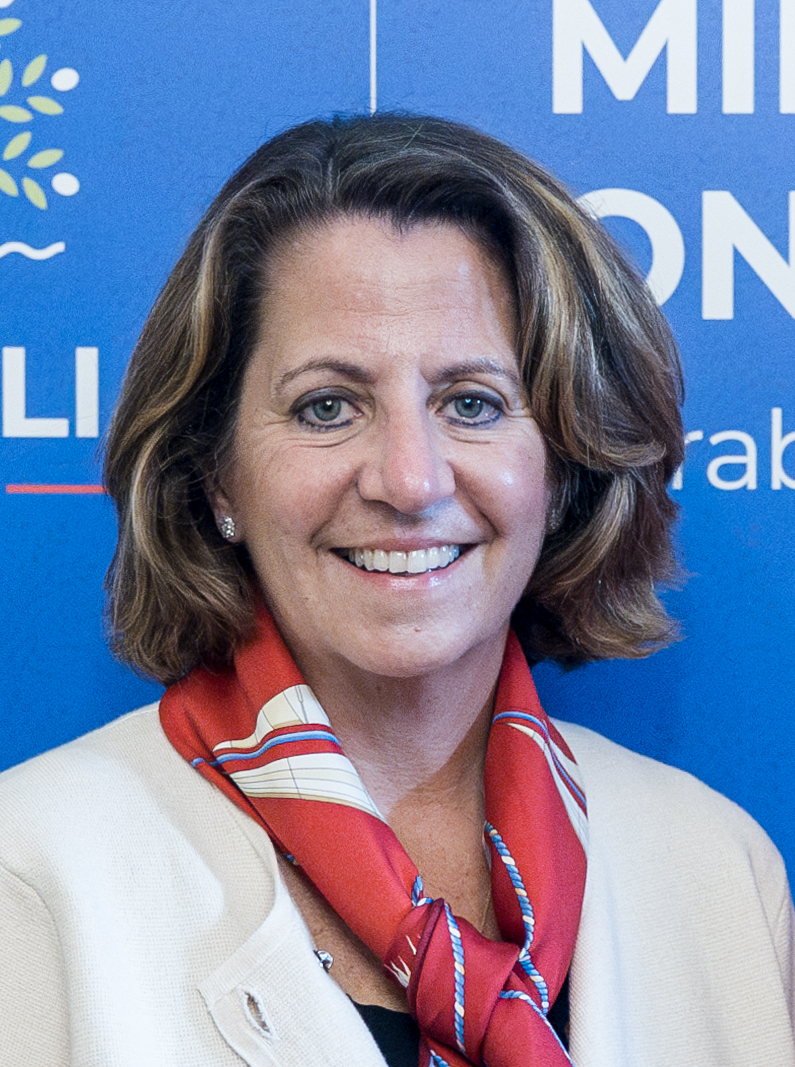
Lisa Monaco

Lisa Oudens Monaco (* 25. Februar 1968 in Boston, Massachusetts) ist eine US-amerikanische Juristin und war von März 2013 bis Januar 2017 Präsident Obamas Beraterin für Innere Sicherheit (United States Homeland Security Advisor). Seit April 2021 ist sie Deputy Attorney General (Stellvertretende Justizministerin) der Vereinigten Staaten.

## Leben
Monaco wuchs in Newton auf und absolvierte die Winsor School (Abschluss 1987). Anschließend studierte sie Amerikanische Geschichte und Literatur an der Harvard University, wo sie 1990 ihren Bachelor of Arts magna cum laude erhielt. Nach ihrem Abschluss arbeitete sie jeweils kurz am Woodrow Wilson International Center for Scholars und für das Health Care Advisory Board. Ab 1992 war sie Forschungs-Koordinatorin für das United States Senate Committee on the Judiciary; 1994 begann sie das Jura-Programm der University of Chicago Law School, das sie 1997 mit dem Juris Doctor abschloss. 1998 erhielt sie ihre Zulassung zur New York City Bar Association.
Anschließend arbeitete sie bis 2001 für Justizministerin Janet Reno. Danach war sie Staatsanwältin; dabei auch mit dem Fall Enron beauftragt. Danach war sie für den damaligen FBI-Direktor Robert Mueller tätig.
2009 ernannte United States Deputy Attorney General David W. Ogden sie zu seiner Principal Associate Deputy Attorney General. Als Ogden das Amt im Februar 2010 verließ, wurde Monaco von Präsident Obama zur Assistant Attorney General for National Security berufen; als solche leitete sie im US-Justizministerium große Antiterror- und Spionage-Fälle und genehmigte die Anwendung von FISA-Beschlüssen. Monaco ist auch eng vertraut mit den Schwierigkeiten, das Gefangenenlager der Guantanamo Bay Naval Base zu schließen.
Als John O. Brennan 2013 zum Director of the Central Intelligence Agency ernannt wurde, übernahm Monaco sein bisheriges Amt als Beraterin für Innere Sicherheit.
Seit dem 21. April 2021 ist Monaco Deputy Attorney General (Stellvertretende Justizministerin) der Vereinigten Staaten.